# Бенігно Акіно (старший)
Бенігно Симеон «Ігно» Акіно-старший (тагал. Benigno Simeon "Igno" Aquino, Sr. ; 3 вересня 1894 — 20 грудня 1947), також відомий як Бенігно Акіно-старший — філіппінський політик, спікер парламенту Другої Філіппінської республіки з 1943 по 1944 роки. Його онук Бенігно Акіно III був президентом Філіппін з 2010 до 2016 року.

## Біографія
Народився у Мурсії (нині — Консепсьйон), провінція Тарлак, в сім'ї Сервільяно Акіно і Гуадалупе Камбао. Він мав двох рідних братів — Гонсало (1893) і Амандо (1896), і зведеного брата, Ермініо (нар. 1949). Закінчив католицький коледж у Манілі і згодом — Університет Святого Томаса, де він отримав диплом юриста у 1913 році, а наступного року був прийнятий до колегії адвокатів.
У 1923 році Бенігно Акіно отримав від батька 1200 гектарів землі в околицях Консепсьйона і за фінансової підтримки зятя, Мануеля Уркіко, створив ферму і цукровий завод, після чого поєднував адвокатську практику з підприємницькою діяльністю і був відомий в окрузі як « юрист за професією, фермер за родом занять».
У 1919 році Акіно був вперше обраний до палати представників парламенту Філіппін від 2-го округу провінції Тарлак, у 1922 і 1925 роках переобирався за цим же округом. У 1928—1934 роках був сенатором Філіппін (1931—1934 — лідер більшості в Сенаті). В 1931 входив до складу делегації, яка вела переговори з урядом США про надання незалежності Філіппінам. В 1935 знову обраний членом палати представників від 2-го округу провінції Тарлак і представляв округ до 1938 року. У 1938 році президент М. Кесон призначив Б. Акіно міністром сільського господарства та торгівлі, цю посаду Акіно обіймав до 1941 року. На посаді міністра Акіна проводив курс на захист природних ресурсів країни, підтримку філіппінських товаровиробників, механізацію сільського господарства, сприяння зовнішньої торгівлі Філіппін. Свою зарплату міністра він жертвував на благодійні потреби, зокрема притулку Сан-Хосе.
Під час японської окупації Філіппін Б. Акіно очолив прояпонську партію KALIBAPI (єдину політичну партію, дозволену окупаційною владою) і став одним із двох заступників голови комиссії з подготовки незалежності Філіппін Х. Лауреля. Після проголошення в 1943 р. маріонеткової Другої Філіппінської республіки Б. Акіно був обраний спікером Національної асамблеї (парламенту). У грудні 1944 року, зважаючи на успішний наступ філіппінських і американських військ проти японської армії, уряд Другої Філіппінської республіки, включаючи Акіно, переїхав спочатку до Багіо, а звідти — до Японії, де після капітуляції Японії їх було заарештовано американською окупаційною владою і поміщено у в*язницю Сугамо. 25 серпня 1946 Б. Акіно був доставлений назад на Філіппіни і підданий суду за обвинуваченням у державній зраді. На суді Акіно зробив заяву про непричетність до державної зради та подав прохання про звільнення під заставу. 11 вересня 1946 він був тимчасово випущений з в'язниці, після чого жив у Консепсьйоні.
До 1947 Акіно зблизився з тодішнім президентом Мануелем Рохасом і був готовий повернутися до політичної діяльності. Але Рохас перебував під сильним впливом влади США, яка пов'язувала фінансову допомогу Філіппінам з недопущенням у політику «колабораціоністів», тому повернення Б. Акіно у політику не відбулося.
20 грудня 1947 Б. Акіно помер у Манілі від серцевого нападу під час перегляду матчу з боксу. Через чотири дні після його смерті справу за звинуваченням у державній зраді проти нього було закрито.

## Особисте життя
У травні 1916 року він одружився з Марією Уркіко, у цьому шлюбі було двоє синів і дві дочки. Після смерті Марії в 1928 році Б.Акіно в 1930 році одружився зі своєю троюрідною сестрою Ауроре Акіно (дошлюбне прізвище), у цьому шлюбі було семеро дітей — Марія Аурора, Бенігно, Марія Герарда, Марія Гуадалупе, Агапіто, Поль і Марія Тереза.